# John McClelland
John McClelland (ur. 7 grudnia 1955 w Belfaście) – północnoirlandzki piłkarz występujący na pozycji obrońcy. Trener piłkarski.

## Kariera klubowa
McClelland seniorską karierę rozpoczynał w 1973 roku w północnoirlandzkim klubie Portadown. W 1974 roku trafił do walijskiego zespołu Cardiff City, występującego w angielskiej Second Division. W 1975 roku odszedł do Bangoru. W 1978 roku został graczem angielskiego Mansfield Town z Third Division. W 1980 roku spadł z nim do Fourth Division. W Mansfield McClelland spędził jeszcze rok.
W 1981 roku przeszedł do szkockiego klubu Rangers. W Scottish First Division zadebiutował 12 września 1981 roku w zremisowanym 1:1 meczu z St. Mirren. W 1982 roku oraz w 1984 roku McClelland zdobył z zespołem Puchar Ligi Szkockiej.
W 1984 roku odszedł również do angielskiego Watfordu. W First Division pierwszy mecz zaliczył 10 listopada 1984 roku przeciwko Sunderlandowi (1:3). W 1988 roku McClelland spadł z klubem do Second Division. W Watfordzie występował jeszcze przez rok. W sumie zagrał tam w 184 meczach i zdobył 3 bramki.
W 1989 roku podpisał kontrakt z Leeds United. W ciągu trzech lat gry Leeds, był stamtąd wypożyczany do Watfordu oraz Notts County. Następnym klubem McClellanda był szkocki St. Johnstone, gdzie w latach 1992–1993 był grającym trenerem. Potem grał w zespołach Arbroath (Szkocja), Carrick Rangers (Irlandia Płn.), Wycombe Wanderers (Anglia), Yeovil Town (Anglia) oraz Darlington (Anglia), gdzie w 1997 roku zakończył karierę.

## Kariera reprezentacyjna
W reprezentacji Irlandii Północnej McClelland zadebiutował 17 maja 1980 roku w wygranym 1:0 towarzyskim meczu ze Szkocją. W 1982 roku został powołany do kadry narodowej na mistrzostwa świata. Zagrał na nich w pojedynkach z Jugosławią (0:0), Hondurasem (1:1), Hiszpanią (1:0), Austrią (2:2) oraz Francją (1:4). Z tamtego turnieju Irlandia Północna odpadła po drugiej rundzie. W 1986 roku McClelland ponownie znalazł się w kadrze na mistrzostwa świata. Nie wystąpił tam jednak w żadnym meczu. Tamten mundial Irlandia Północna zakończyła na fazie grupowej. W latach 1980–1990 w drużynie narodowej McClelland rozegrał w sumie 53 spotkania i zdobył 1 bramkę.